# رازلیونایا
رازلیونایا (به لاتین: Razlivnaya) یک منطقهٔ مسکونی در روسیه است که در استان آمور واقع شده‌است.